# Joe Melia
Joe Melia (Londra, 23 gennaio 1935 – Stratford-upon-Avon, 20 ottobre 2012) è stato un attore britannico.
Attivo in campo cinematografico, teatrale e televisivo, vinse il Laurence Olivier Award per la sua performance nel dramma Good in scena a Londra nel 1981.

## Filmografia parziale
- Alle 4 del mattino, due uomini... due donne (Four In The Morning), regia di Anthony Simmons (1965)
- Modesty Blaise - La bellissima che uccide (Modesty Blaise), regia di Joseph Losey (1966)
- Oh, che bella guerra! (Oh! What a Lovely War), regia di Richard Attenborough (1969)